# Carrick-on-Shannon
Carrick-on-Shannon (irisch Cora Droma Rúisc, englisch weir of the marshy ridge, deutsch Damm am sumpfigen Grat) ist eine Stadt mit 4743 Einwohnern (Stand: 2022) im Nordwesten der irischen Insel. Sie ist Verwaltungssitz des Countys Leitrim.

## Geografie
Die Stadt liegt direkt am Shannon. Der weitaus größte Teil des Stadtgebietes liegt östlich des Flusses im County Leitrim und besteht hauptsächlich aus dem Townland Townparks (Páirceanna an Bhaile). Das Townland Cortober (Corr an Tobair), ein kleinerer Stadtteil, liegt auf der westlichen Flussseite im County Roscommon.

## Infrastruktur und Verkehr
Die Marina der Stadt ist eine wichtige Ausgangsbasis des Bootstourismus für Reisende, die mit einem gemieteten Kabinenboot auf dem Fluss und dem Shannon-Erne-Kanal reisen.

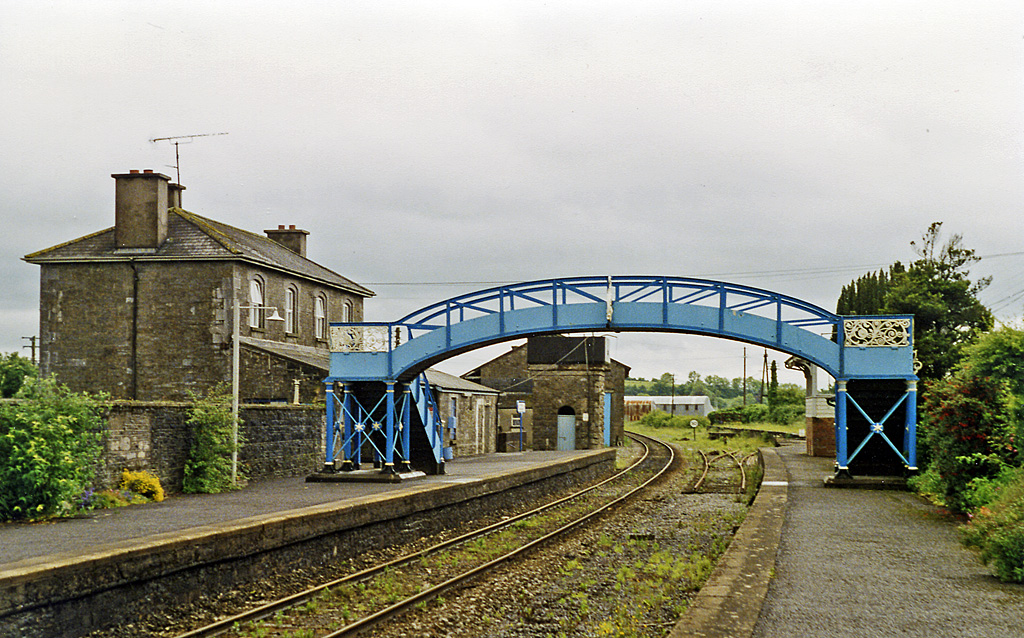
Bahnhof von Carrick-on-Shannon

Carrick-on-Shannon liegt an der Bahnlinie der irischen Eisenbahngesellschaft Iarnród Éireann von Dublin nach Sligo. Der Bahnhof befindet sich in Cortober.
Die Stadt liegt an der Nationalstraße N4 von Dublin nach Sligo. Regionalstraßen führen nach Norden und Süden. Die staatliche Busgesellschaft Bus Éireann fährt Carrick-on-Shannon mit den Linien 23 (Dublin nach Sligo) und 64 (Derry nach Galway) an.

## Einwohnerentwicklung
Die Einwohnerzahl wuchs zwischen 1996 und 2022 von 1868 um +2875 auf 4763 Einwohner (+154 %).
| 1991 | 1996 | 2001 | 2006 | 2011 | 2016 | 2022 |
| ---- | ---- | ---- | ---- | ---- | ---- | ---- |
| 1858 | 1868 | 2237 | 3163 | 3980 | 4062 | 4743 |

## Städtepartnerschaft
- Cesson-Sévigné, Region Bretagne, Frankreich